# Karel Kryl
Karel Kryl, né le 12 avril 1944 à Kroměříž et mort le 3 mars 1994 à Munich, est un chanteur populaire tchèque. Il a écrit et chanté de nombreuses chansons très critiques envers le régime communiste tchécoslovaque.

## Biographie
Il naît à Kroměříž en Moravie, fils de Karel Kryl et Marie Krylová. Son père était imprimeur et ils furent expropriés de l'entreprise familiale en 1948 par l'arrivée au pouvoir du régime communiste. Les études lui sont interdites, il travaille donc dans une usine de céramique sanitaire à Teplice. Dans les années 1960, il se passionne pour la poésie française et découvre la musique occidentale. Il se rapproche du pacifisme et du mouvement hippie en affirmant un individualisme fort. Il arrive à Prague en 1967 et travaille à Radio Ostrava. Il commence à composer, chante dans de nombreux petits clubs pragois et crée un petit théâtre (Waterloo Divadlo).
L'invasion soviétique du 21 août 1968 pour stopper la démocratisation du Printemps de Prague met fin à cette période heureuse et lui inspire le 22 août sa chanson la plus célèbre, Bratříčku zavírej vrátka, (Ferme la porte petit frère). L'album est publié en 1969 et censuré par le régime peu après. Il s'exile un an après l'invasion soviétique et s'installe à Munich où il continue à écrire, composer et chanter. Ses textes et ses chansons circulent largement sous le manteau en Tchécoslovaquie où il est interdit par le régime. Il devient une des icônes de la protestation anticommuniste et ses chansons sont très largement diffusées.
À Munich il travaille surtout pour Radio Europe libre.
Il revient après la révolution de Velours mais se montre critique de la façon dont la révolution s'est faite ainsi que de la séparation entre République tchèque et Slovaquie. 
Il réside de moins en moins en République tchèque et meurt d'une crise cardiaque à Munich en 1994. Il a été décoré à titre posthume de l'ordre du Lion blanc, la plus haute des décorations tchèques et grand-croix de l'ordre de Tomáš Garrigue Masaryk en 2014. 
Il reste l'un des chanteurs tchèques les plus populaires, ses chansons sont régulièrement jouées et ont été reprises dans un ballet en 2007 au Théâtre national de Prague, Brel, Vysotsky, Kryl.

## Hommages
- (7226) Kryl, astéroïde.